# Säby kile naturvårdsområde
Säby kile naturvårdsområde är ett naturvårdsområde (sedan 1999 likställt med naturreservat) i Stenkyrka och Klövedals socknar i Tjörns kommun i Bohuslän.
Området är skyddat sedan 1984 och omfattar 63 hektar. Det är beläget strax nordost om Skärhamn och gränsar i söder till naturreservatet Breviks kile och naturvårdsområdet Toftenäs. 
Hela viken är grund och omges av strandängar och andra betesmarker. I den inre delen av viken mynnar Mabäcken och Säby å. I båda förekommer havsöring. Vattenområdet i Säby kile karakteriseras av mjukbottnar med bottenvegetation av främst natingarter och alger. Området är viktig som reproduktions- och uppväxtplats för många fiskar. Viken har även stor betydelse som rast- och näringsplats för många fågelarter. Floran är rik, förutom vanliga strandväxter kan man finna gullviva, kärrtörel, liljekonvalj och glansnäva. 
Från Säbygården utgår en vandringsled som går nära naturreservatet, Säbyleden.
Området förvaltas av Västkuststiftelsen.

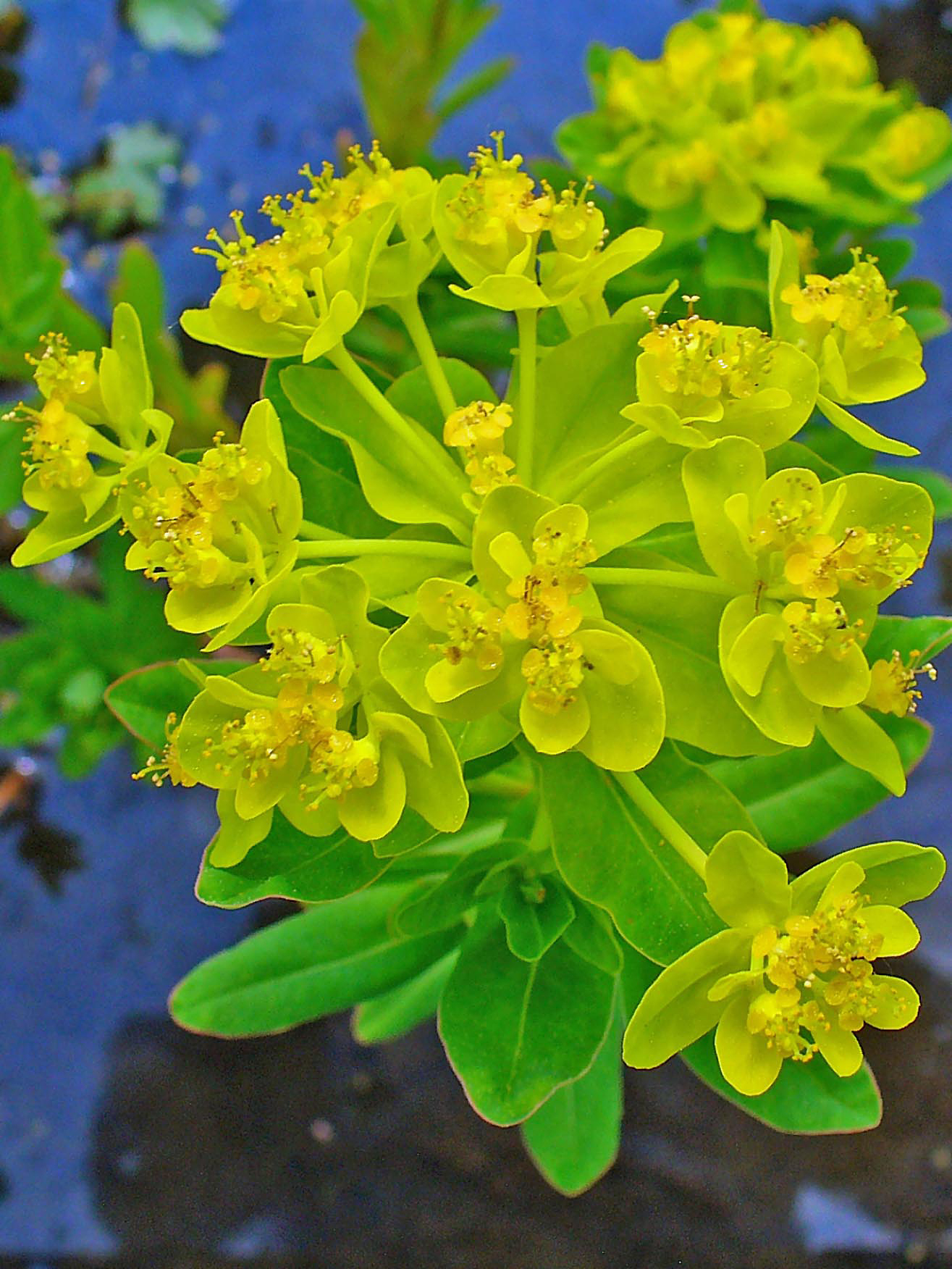
Kärrtörel